# Sant Andreu de Genescà
Sant Andreu de Genescà és una església del municipi de Gaià (Bages) inclosa en l'Inventari del Patrimoni Arquitectònic de Catalunya. Sembla ser una construcció del s.XIII.

## Descripció
És una església d'una sola nau sense absis i coberta a doble vessant. La porta de mig punt i amb grans dovelles s'obre a migdia. A ponent, una obertura am forma de creu il·lumina la petita església i a llevant un petit campanar d'una sola obertura corona l'església. Al W porta tapiada i a llevant un mur sembla substituir el primer absis.